# Dolph
 Der er flere personer med dette navn, se Dolph (The Simpsons).
Dolph, som er en fascistisk lyseblå flodhest, er en af figurerne som Mikael Wulff og Anders Morgenthaler opfandt i deres tegneserie Wulffmorgenthaler.
Dolph spilles af den danske komiker, og skuespiller, Jonas Schmidt.

## Sæsoner og afsnit
Til og med sæson tre, har det været kendetegnende at hver sæson, har været anderledes fra den forrige. I første sæson foregik alle afsnit ude i et iscenesat skovterræn, og hvert afsnit var suppleret med tilbagevendende kortfilm.
Sæson to omfattede en decideret handling og blev indspillet "on location," dvs. på virkelige steder. Historierne var relativt korte og havde mange tilbagevendende figurer.
I sæson tre indledes hvert afsnit i et studie, hvor Michael Wulff starter med et par minutters almindeligt stand-up. Begivenhederne i studiet suppleres med korte film, der skal forestille reportager.
- Dolph & Wulff Sæson 1
- Dolph & Wulff Sæson 2
- Dolph & Wulff Sæson 3
- Dolph & Wulff Sæson 4
- Dolph & Wulff Sæson 5

Dolph har også optrådt i det verdensberømte danske spil: "Hitman: Blood Money" hvor man i en avis kan se det øverste af ham. Nedenunder står noget på fransk om ham.

## Figurer fra programmerne
- Mikael Wulff
- Anders Morgenthaler – Fast i sæson et; Har en gæsteoptræden i sæson to.
- Dolph
- Margit
- Asgar Lesniak
- Bimmer (Dolph & Wulff)|Bimmer
- Bubber
- Rocco
- Finn
- Sofie Lassen-Kahlke – Gæsteoptræden i sæson tre.
- Anders Lund Madsen – Gæsteoptræden i sæson tre
- Torben Asmussen

## Dolph kommer til live
Første gang den egentlige Dolph kom til live var i det danske band Powersolo i deres musikvideo "Oak Tree Girl", som også blev instrueret af Anders Morgenthaler. Her ser man også det landskab, som blev brugt til Wulffmorgenthaler. Han optræder også sammen med Margit, det feministiske og politisk korrekte egern. Senere er han begyndt at optræde i tv på DR2, først sammen med både Mikael Wulff og Anders Morgenthaler, senere kun med Mikael Wulff. Personen, der er inde i dragten, er skuespilleren Jonas Schmidt.

## Karaktertræk
Dolph går altid rundt med et baseballbat, som han gerne bruger, hvis der kommer noget i vejen. Han er meget stor fan af Mogens Camre, B.S. Christiansen, Helmut Lotti, Rambo, Steven Seagal, Chuck Norris og Jean-Claude Van Damme og er desuden kendt for sine stærkt fascistiske holdninger. Han mener selv, at han er helt stille som en ninja, men i virkeligheden er han ret klodset.
Dolph kommer gerne med mundrette, men ikke særligt politisk korrekte udtalelser, såsom "Marcipanbrød, NEJ TAK. Folkemord, YES SIR!". Desuden er alle i Dolphs virkelighedsopfattelse 100 procent assholes, og han spilder ingen lejlighed til at gøre opmærksom på det. Typer som Poul Krebs, Jarl Friis-Mikkelsen, David Owe og mænd, der danser jazzballet skal efter Dolph's mening have "død ved kølle."
I 2005 udgav Dolph sin første dvd: Alle er 100% Assholes. Den 3. april 2006 udkom anden sæson på dvd.
Navnet Dolph stammer fra den svenske hard-hit-skuespiller Dolph Lundgren.

## Dolph's tilbagevenden
I 2019, vendte Dolph tilbage på Wulffmorgenthalers YouTube-kanal med to videoer. En i juni 2019, hvor han siger sin mening om partierne og deres ledere, ved folketingsvalget i 2019, og en hvor han anmelder Wulffmorgenthalers spillefilm, Mugge & vejfesten, samtidig med at han kritiserer alt andet dansk underholdning.